# Clifford Grobstein
Clifford Grobstein (* 20. Juli 1916 in New York City, New York; † 6. September 1998 in La Jolla, Kalifornien) war ein US-amerikanischer Zell- und Entwicklungsbiologe sowie Medizin- und Bioethiker.

## Leben
Grobstein erwarb 1936 am City College of New York einen Bachelor in Biologie und an der University of California, Los Angeles einen Master und einen Ph.D. in Zoologie. Er arbeitete an der Oregon State University und zehn Jahre für das National Cancer Institute, bevor er an der Stanford University eine Professur für Biologie erhielt. Zuletzt war er Leiter (Chairman) der dortigen Abteilung für Biologie.
Er wechselte 1965 an die University of California, San Diego, wo er 1966 Dekan der neugegründeten medizinischen Fakultät wurde. Bis 1988 veröffentlichte er wissenschaftlich.

## Wirken
Grobstein ist vor allem für seine Beiträge zur Entwicklungsbiologe bekannt, insbesondere zur Bedeutung von extrazellulärer Matrix und Zelladhäsionsmolekülen für die embryonale Entwicklung, aber auch für seine Analysen der moralischen Implikationen von medizinischer Forschung und technischem Fortschritt, insbesondere die künstliche Befruchtung und rekombinante DNA betreffend.
Grobstein machte sich um die Entwicklung der medizinischen Fakultät der University of California, San Diego, und um die Etablierung „moderner“ Fächer wie Zell-, Molekular- oder Entwicklungsbiologie neben den „klassischen“ biologischen Disziplinen wie Zoologie oder Botanik in den Vereinigten Staaten verdient.
Die Datenbank Scopus, die wissenschaftliche Zitationen seit etwa 1970 erfasst, gibt für Grobstein einen h-Index von 21 an (Stand Oktober 2020).

## Schriften (Auswahl)
- The Strategy of Life, 1965
- The Double Image of the Double Helix, 1979
- From Chance to Purpose – An Appraisal of External Human Fertilization, 1981
- Science and the Unborn, 1988

## Auszeichnungen (Auswahl)
- 1960 Fellow der American Association for the Advancement of Science
- 1960 Mitglied der American Academy of Arts and Sciences[2]
- 1962 Präsident der Society for Developmental Biology[3]
- 1966 Präsident der American Society of Zoologists (heute Society for Integrative and Comparative Biology)[4]
- 1966 Mitglied der National Academy of Sciences[5]
- 1979 Mitglied des Institute of Medicine[6]